# Estadio Ciro López
Das Estadio Ciro López ist ein Fußballstadion in der kolumbianischen Stadt Popayán. Es bietet Platz für 5000 Zuschauer und dient dem kolumbianischen Zweitligisten Universitario Popayán als Heimstadion.

## Geschichte
| Estadio Ciro López |

| Lokalisierung von Cauca in Kolumbien |

Das Estadio Ciro López war das Heimstadion der kurzlebigen kolumbianischen Zweitligisten Dimerco Real Popayán Fútbol Club (2003–2005), Atlético Popayán  (1999) und Deportivo Independiente Popayán  (1995–1997). Zur Rückserie 2011 zog Centauros von Villavicencio nach Popayán und in das Estadio Ciro López und wurde 2012 in Universitario Popayán umbenannt.
Das Stadion geriet 2016 in die Nachrichten, da die Eigentümerin, die Liga Caucana de Fútbol, ein regionaler Fußballverband, verschiedene Rechnungen an die Stadtwerke von Popayán nicht gezahlt hatte und daraufhin zum einen das Wasser abgestellt wurde und von einem Gericht eine Zwangsversteigerung angeordnet wurde. Aufgrund der fehlenden Wasserversorgung wurde 2017 der Zustand des Stadions kritisiert. Die Stadtverwaltung von Popayán kündigte im Februar 2017 aber an mit der Liga Caucana de Fútbol eine Lösung für die Problematik des Stadions zu finden, um den Sport in der Stadt zu unterstützen.